# Seznam polkov Hrvaškega obrambnega sveta
Seznam polkov Hrvaškega obrambnega sveta (HVO).

## Seznam
- polk »Ante Bruno Bušić« (HVO)
- domobranski polk »Knez Branimir« (HVO)
- domobranski polk »Ante Starčević«
- domobranski polk »Hrvoje Vukčić-Hrvatinić« (HVO)
- domobranski polk »Eugen Kvaternik« (HVO)
- 1. domobranski polk (HVO)
- 40. domobranski polk »Ranko Boban« (HVO)
- 42. domobranski polk »Rama« (HVO)
- 50. domobranski polk »Knez Domagoj« (HVO)
- 55. domobranski polk (HVO)
- 56. domobranski polk (HVO)
- 80. domobranski polk »Kralj Tomislav« (HVO)
- 81. domobranski polk (HVO)
- 82. domobranski polk (HVO)
- 83. domobranski polk »Mario Hrkač Čikota« (HVO)
- 91. domobranski polk »Krsto Frankopan« (HVO)
- 93. domobranski polk »Nikola Zrinski« (HVO)
- 94. domobranski polk »Stjepan Tomašević« (HVO)
- 96. vareški domobranski polk »Bobovac« (HVO)
- 106. domobranski polk (HVO)
- 110. domobranski polk (HVO)
- 111. domobranski polk (HVO)
- 201. domobranski polk (HVO)
- 202. domobranski polk (HVO)